# Восточный Пригниц-Руппин (район)
Восто́чный При́гниц-Руппи́н (нем. Ostprignitz-Ruppin) — район в Германии. Центр района — город Нойруппин. Район входит в землю Бранденбург. Занимает площадь 2509 км². Население — 103,1 тыс. чел. (2010). Плотность населения — 41 человек/км².
Официальный код района — 12 0 68.
Район подразделяется на 23 общины.

## Города и общины
1. Нойруппин (31 592)
2. Витшток (15 295)
3. Кириц (9565)
4. Фербеллин (8823)
5. Райнсберг (8513)
6. Вустерхаузен (6241)
7. Хайлигенграбе (4706)
8. Нойштадт (3588)
9. Линдов (3113)
10. Темницталь (1560)
11. Меркиш-Линден (1249)
12. Дрец (1208)
13. Бреддин (931)
14. Церниц-Лом (924)
15. Темницквелль (810)
16. Зиверсдорф-Хоэнофен (807)
17. Вальслебен (784)
18. Херцберг (667)
19. Штюдениц-Шёнермарк (624)
20. Дабергоц (593)
21. Филицзе (548)
22. Рютник (500)
23. Шторбек-Франкендорф (499)

(30 сентября 2010)